# Jahnu Barua
Jahnu Barua (1952) è un regista indiano.
Ha diretto svariati film, sia in lingua assamese che in hindi.
A Bollywood è ricordato prevalentemente per la regia di Maine Gandhi Ko Nahin Mara del 2005.
Ultimamente ha lavorato ad Har Pall, con la famosa attrice Preity Zinta.
Ha vinto vari premi, tra cui il Premio della Giuria nel 1988 per Halodhia Choraye Baodhan Khai al Festival internazionale del film di Locarno.

## Filmografia parziale

### Regista
- Aparoopa (1982)
- Halodhia Choraye Baodhan Khai (1987)
- Xagoroloi Bohu Door (1995)
- Maine Gandhi Ko Nahin Mara (2005)
- Har Pall (2007)
- Baandhon (2012)
- Bhoga Khidikee (2018)